# Галатејин тријумф
Галатејин тријумф или Галатеја је ренесансна фреска коју је израдио италијански сликар Рафаел око 1512. године.
Фреска представља антички мит о бекству морске нимфе (нереиде) Галатеје са Сицилије. Она бежи од киклопа Полифема који јој се неуспешно удварао. Рафаел је ово дело урадио по поруџбини сијенског банкара Агостина Чигија, пратиоца папе Јулија II, који је желео да његова вила (данас Вила Фарнесина) у Риму буде украшена сликама са мотивима из класичне митологије. Галатејин тријумф је најзначајније Рафаелово дело инспирисано античком митологијом.